# Loose change
Loose Change es una saga de documentales, estrenados entre 2005 y 2009, centrados en una de las teorías de conspiración del 11-S. Dylan Avery escribió y dirigió la saga, mientras que Korey Rowe, Jason Bermas y Matthew Brown fueron los productores.
El documental original del 2005 se editó y volvió a lanzar con el título de Loose Change: 2nd Edition en 2006. Posteriormente, editado una tercera vez con el título 2nd Edition Recut (2007). Loose Change: Final Cut, que se considera la tercera y última entrega de la saga documental, se estrenó en DVD y en streaming el 11 de noviembre de 2007.
Otra versión del documental, Loose Change 9/11: An American Coup, con la narración de Daniel Sunjata y distribuida por Microcinema International se estrenó el 22 de septiembre de 2009.
El alcance de la película aumentó en 2006 cuando, tras estrenarse la segunda versión, se emitió en diferentes cadenas de televisión estadounidenses y europeas y recibió más de cuatro millones de visitas a través de Internet en cuatro meses, con lo que Vanity Fair lo consideró el primer éxito de taquilla de Internet. 
En Loose Change se dice que el relato habitual del ataque al Pentágono, el atentado del World Trade Center y las llamadas telefónicas y el accidente del vuelo United 93 son inverosímiles. Se sugiere que los ataques del 11-S fueron una operación de falsa bandera. Muchos periodistas e importantes miembros de la comunidad científica han rechazado varias de las afirmaciones del documental.

## Historia
En mayo de 2003, el guionista Dylan Avery se encontraba en pleno proceso de documentación para escribir un guion de ficción basado en los ataques del 11-S y, cuando le pareció que había pruebas suficientes para apoyar las diferentes teorías de conspiración del 11-S de que gente del gobierno de EE. UU. planeó los ataques, empezó a trabajar en una versión de no ficción.
En abril de 2005, la primera versión de Loose Change se puso a disposición del público de forma gratuita en Internet y se publicó en DVD de forma limitada, vendiendo 50.000 copias y habiendo regalado otros 100.000. La producción del documental tuvo un coste de aproximadamente 2.000 dólares y se montó principalmente en el portátil de Dylan Avery, incluyendo una peculiar banda sonora producida por DJ Skooly. Korey Rowe, amigo de la infancia de Dylan Avery, abandonó su servicio en el Ejército de los Estados Unidos de América en junio de 2005 para ayudarle con el marketing y la promoción del documental.
Poco después, Dylan Avery decidió que había que añadir nueva información y que el documental debía mejorarse y empezó a trabajar en Loose Change: 2nd Edition. Entonces, Korey Rowe asumió el papel de productor y Jason Bermas, diseñador gráfico, ejerció de ayudante de producción. La edición costó 6.000 dólares. La segunda edición se estrenó en diciembre de 2005, pero se lanzó de nuevo en junio de 2006 con el título de Loose Change: 2nd Edition Recut. Antes de estrenarse la edición, Avery, Rowe y Bermas fundaron Louder than Words, una productora de cine independiente, una organización que se ha identificado con el Movimiento por la verdad del 11-S. En abril de 2009, Microcinema International DVD compró los derechos de Loose Change.
En agosto de 2006, Korey Rowe apareció en un artículo admitiendo las inexactitudes encontradas en Loose Change, como por ejemplo afirmar que un B-52 volaba hacia el Empire State (cuando realmente, en los años cuarenta, fue un B-25). "Nunca hemos afirmado que todo lo que se dice en el documental sea cierto al 100 %. Sabemos que el documental contiene errores que, de hecho, hemos dejado ahí a propósito para que la gente nos los rebata y se ponga a investigar por cuenta propia". En 2007, Mark Cuban, emprendedor del mundo de la comunicación, iba a distribuir Loose Change con una narración de Charlie Sheen aunque finalmente el proyecto no prosperó porque Bill O'Reilly, presentador de tertulias políticas de Fox News, afirmó que Sheen pondría punto final a su carrera si accedía a hacer la narración del documental.
La tercera edición del documental, Loose Change Final Cut, se estrenó en noviembre de 2007. Según la página web oficial de los documentales, la edición es muy diferente a Loose Change y Loose Change 2n Edition Recut en su forma de presentar el 11-S, pero se mantiene fiel al espíritu que ha hecho que Loose Change se convierta en lo que es actualmente.
El catedrático David Ray Griffin colaboró como asesor del guion y el presentador de radio Alex Jones y Tim Sparke de Mercury Media ejercieron de productores ejecutivos. Debido a que el coste estimado es de 200.000 dólares, es la primera versión de la serie que no está disponible de forma gratuita en Internet aunque, de hecho, puede encontrarse en Google Video y YouTube en versiones de menor calidad. Esta versión es también más larga que las anteriores, superando las dos horas de duración.
El 22 de septiembre de 2009, el director Dylan Avery y los productores Korey Rowe y Matthew Brown estrenaron una nueva película a través de su productora, Collective Minds Media Company, titulada Loose Change 9/11: An American Coup, que fue distribuida por Microcinema International y cuenta con la narración de Daniel Sunjata. Esta versión explora los eventos históricos que llevaron al 11-S y a lo que vino después. Fue financiada por Joel Bachar y Patrich Kwiatkowski de Microcinema International y se estrenó mundialmente el 9 de septiembre de 2009 en el Festival de Cine del 11-S en el Grand Lake Theater de Oakland, California.